# Oglasa confluens
Oglasa confluens là một loài bướm đêm trong họ Noctuidae.